# 管絃楽のための音詩「寒帯林」
管絃楽のための音詩「寒帯林」(英語: Symphonic poem "Arctic Forest")は、伊福部昭が作曲した管弦楽作品。

## 作曲の経緯
1944年に満洲国からの委嘱によって書かれ、1945年4月26日に新京記念公会堂にて山田和男と新京交響楽団によって初演された。
初演後、手稿譜は中国当局が管理していたが、作曲者の没後、遺品の中から別の自筆譜が発見され、2010年8月8日に芥川也寸志メモリアルオーケストラ・ニッポニカ第18回演奏会において蘇演された。

## 編成
フルート2、オーボエ２、変ロ管クラリネット２、ファゴット２、ホルン４、トランペット２、トロンボーン２、バス・トロンボーン、テューバ、ティンパニ、弦五部

## 構成
3楽章からなる。演奏時間は約25分。
第1楽章「うすれ日射す林」(Andante tranquillo)
黄道河子近郊の秋のうすれ日射す北満の森林を描いている。

第2楽章「杣の歌」(Moderato pastorale)
山中で植樹や伐採にたずさわる男たちの唄声を描いている。また、主題として後の伊福部の『ヴァイオリンとピアノのためのソナタ』（1985年）の主題が用いられている。

第3楽章「山神酒祭楽」(Allegro rapsodico)
旧暦12月12日に行われる山神祭を描いている。また、後に『ヴァイオリンと管絃楽のための協奏風狂詩曲』（1948年）や『SF交響ファンタジー第1番』（1983年）などでも用いられる『ゴジラ』（1954年）の主題の原型とされる旋律が登場する。

## 録音
| 指揮者   | 管弦楽団                 | レーベル         | 録音年代 | 備考                                                                                              |
| -------- | ------------------------ | ---------------- | -------- | ------------------------------------------------------------------------------------------------- |
| 本名徹次 | オーケストラ・ニッポニカ | EXTON            | 2010     | 深井史郎のカンタータ「平和への祈り」と共に初CD化。                                                |
| 高関健   | 東京交響楽団             | キングレコード   | 2014     | 「伊福部昭の芸術」シリーズの第10弾として、 同氏の日本狂詩曲の原典版と土俗的三連画とのカップリング |
| 今井聡   | 栃木県交響楽団           | ゼール音楽事務所 | 2016     | 伊福部 昭 没後10年記念演奏会                                                                      |